# Sibirocyba incerta
Sibirocyba (Kulczyński, 1916) è un ragno appartenente alla famiglia Linyphiidae.
È l'unica specie nota del genere Sibirocyba.

## Distribuzione
La specie è stata rinvenuta in Svezia e in Russia.

## Tassonomia
Gli esemplari valutati al fine di delineare le caratteristiche della specie tipo del genere sono quelli di Tapinocyba incerta reperiti da Kulczyński nel 1916.
Al 2014, non presenta sottospecie ed è sta osservata l'ultima volta nel 2008.